# Балыкбаев, Такир Оспанович
Такир Оспанович Балыкбаев (каз. Такир Оспанұлы Балықбаев; род. 10 августа 1957, с. Комсомол, Жамбылская область, КазССР, СССР) — советский и казахстанский учёный, доктор педагогических наук (2003), академик Российской академии информатизации образования, академик Национальной академии наук высшей школы Казахстана, Почётный член НАН РК, иностранный член Национальной академии педагогических наук Украины. Вице-министр образования и науки Республики Казахстан (2013—2016).

## Биография
Родился 10 августа 1957 года в селе Комсомол Жамбылской области КазССР. В 1980 году окончил Казахский государственный университет им. С. М. Кирова по специальности математик, после чего два года был стажёром-исследователем.
В 1982 году поступил в аспирантуру МГУ им. М. В. Ломоносова, которую окончил в 1985 году, защитив кандидатскую диссертацию на тему «Об одном классе лакунарных ортонормированных систем» по специальности 01.01.01 «Математический анализ».
В 1985—1994 годах — ассистент, старший преподаватель, доцент, заместитель декана Казахского государственного университета им. С. М. Кирова. В 1994—1995 годы — заместитель директора Республиканского центра тестирования. В 1996—1997 годах — заведующий лабораторией Республиканского центра новых образовательных технологий в образовании. В 1998—1999 годах — заведующий сектором в Министерстве образования, культуры и здравоохранения. В 2000—2001 годах — главный менеджер проектов в Национальном центре государственных стандартов образования и тестирования. В 2001—2003 годах — проректор по учебно-методической работе Казахского национального аграрного университета.
В 2003 году защитил диссертацию на соискание учёной степени доктора педагогических наук на тему «Теоретико-методологические основы информационной модели формирования студенческого контингента вузов».
В 2003—2007 годах — директор Национального центра государственных стандартов образования и тестирования.
В феврале 2007 года постановлением Правительства Республики Казахстан назначен председателем Комитета по надзору и аттестации в сфере образования и науки Министерства образования и науки Республики Казахстан.
В период 2007—2011 годов — президент Казахской академии образования им. И. Алтынсарина (в 2008 году переименована в Национальную академию образования им. И. Алтынсарина). В феврале—мае 2011 года — и. о. ректора Павлодарского государственного педагогического института.
В 2011—2013 годах — ректор Казахского университета технологии и бизнеса.
С 14 января по октябрь 2013 года — ректор Международной академии бизнеса;
В 2013—2016 годах — вице-министр образования и науки Республики Казахстан.
В 2016—2017 годах — заведующий сектором Администрации Президента Республики Казахстан.
С 17 июня 2017 по июнь 2021 — ректор Казахского национального педагогического университета имени Абая.

## Семья
Жена: Турпанова Куаныш Масгутовна. Дети: сын — Кайрат, дочь — Гаухар, внучки Елдана, Аделина, Наиля, Айлин.

## Признание и награды
Награждён Почётной грамотой Республики Казахстан (2006), юбилейными медалями РК, почётной грамотой Министерства образования Республики Казахстан, нагрудными знаками МОН РК «Қазақстан ғылымын дамытуға сіңірген еңбегі үшін» и «Ы.Алтынсарин», является лауреатом премии имени А. Г. Небольсина Фонда поддержки профессионального образования (РФ).
Награждён орденом «Парасат» (2018 года).

## Научная деятельность
Автор более 170 научных статей, 5 монографий, учебников и учебных пособий, более 10 стандартов и 20 инструкции по вопросам образования и проведения тестирования. Под его руководством защищено 8 кандидатских и 4 докторских диссертации.